# Liste der Baudenkmäler in Bad Münstereifel
Die Liste der Baudenkmäler in Bad Münstereifel enthält die denkmalgeschützten Bauwerke auf dem Gebiet der Stadt Bad Münstereifel im Kreis Euskirchen in Nordrhein-Westfalen (Stand: 30. Januar 2019). Diese Baudenkmäler sind in der Denkmalliste der Stadt Bad Münstereifel eingetragen; Grundlage für die Aufnahme ist das Denkmalschutzgesetz Nordrhein-Westfalen (DSchG NRW).

| Bild | Bezeichnung                                          | Lage                                                          | Beschreibung | Bauzeit         | Eingetragen seit | Denkmal- nummer |
| --- | ---------------------------------------------------- | ------------------------------------------------------------- | --- | --------------- | ---------------- | --------------- |
| weitere Bilder | Wegekreuz                                            | Arloff Bachstraße Karte                                       | |                 |                  | 315             |
| Wegekreuz | Wegekreuz                                            | Arloff Bachstraße / Holzgasse Karte                           | |                 |                  | 317             |
| weitere Bilder | Fachwerkhaus                                         | Arloff Bachstraße 115 Karte                                   | |                 |                  | 241             |
| Fachwerkhaus | Fachwerkhaus                                         | Arloff Bachstraße 119 Karte                                   | |                 |                  | 239             |
| Fachwerkhaus | Fachwerkhaus                                         | Arloff Bahnhofstraße 14 Karte                                 | |                 |                  | 235             |
| weitere Bilder | Wegekreuz mit Ehrenmalanlage                         | Arloff Holzgasse / K 47 Karte                                 | |                 |                  | 321             |
| weitere Bilder | Bruchsteingebäude                                    | Arloff Holzgasse 1 Karte                                      | ehemaliges Gerichtsgebäude |                 |                  | 227             |
| weitere Bilder | Fachwerkhaus                                         | Arloff Holzgasse 4 Karte                                      | |                 |                  | 201             |
| BW | Fachwerkhaus                                         | Arloff Holzgasse 5 Karte                                      | |                 |                  | 270             |
| Backsteingebäude | Backsteingebäude                                     | Arloff Holzgasse 6 Karte                                      | |                 |                  | 228             |
| Fachwerkhaus | Fachwerkhaus                                         | Arloff Holzgasse 8 Karte                                      | |                 |                  | 229             |
| [[Vorlage:Bilderwunsch/code!/C:50.593942,6.7924218!/D:Fachwerkhaus (gelöscht), Holzgasse 12!/\|BW]]                                        | Fachwerkhaus (gelöscht)                              | Arloff Holzgasse 12 Karte                                     | |                 |                  | 230             |
| weitere Bilder | Fachwerkhaus                                         | Arloff Holzgasse 14 Karte                                     | |                 |                  | 342             |
| BW | Fachwerkhaus                                         | Arloff Holzgasse 16 Karte                                     | |                 |                  | 343             |
| weitere Bilder | Fachwerkhaus                                         | Arloff Holzgasse 20 Karte                                     | |                 |                  | 236             |
| weitere Bilder | Fachwerkhofanlage                                    | Arloff Holzgasse 28 Karte                                     | |                 |                  | 200             |
| weitere Bilder | Fachwerkhofanlage                                    | Arloff Holzgasse 30 Karte                                     | |                 |                  | 183             |
| weitere Bilder | Fachwerkhaus                                         | Arloff Holzgasse 33 Karte                                     | |                 |                  | 25              |
| weitere Bilder | Katholische Kapelle St. Hubertus                     | Arloff Hubertuskapelle 1 Karte                                | |                 |                  | 288             |
| weitere Bilder | Ehemalige Burgmühle                                  | Arloff Hubertuskapelle 2 Karte                                | |                 |                  | 344             |
| Fachwerkhaus | Fachwerkhaus                                         | Arloff Hubertuskapelle 4 Karte                                | |                 |                  | 287             |
| weitere Bilder | Fachwerkhofanlage                                    | Arloff Mozartweg 1 Karte                                      | |                 |                  | 237             |
| weitere Bilder | Fachwerkwinkelhofanlage                              | Arloff Mozartweg 3 Karte                                      | |                 |                  | 238             |
| weitere Bilder | Burg Arloff                                          | Arloff Münstereifeler Straße Karte                            | |                 |                  | 58              |
| weitere Bilder | Fachwerkhofanlage                                    | Arloff Münstereifeler Straße 8 Karte                          | |                 |                  | 240             |
| Fachwerkhaus | Fachwerkhaus                                         | Arloff Münstereifeler Straße 18 Karte                         | |                 |                  | 242             |
| weitere Bilder | Fachwerkhaus                                         | Arloff Münstereifeler Straße 32 Karte                         | |                 |                  | 268             |
| weitere Bilder | Jüdischer Friedhof                                   | Arloff Talstraße Karte                                        | |                 |                  | 303             |
| Stadtbefestigung | Stadtbefestigung                                     | Bad Münstereifel                                              | |                 |                  | 24              |
| | Brücken über die Erft                                | Bad Münstereifel                                              | |                 |                  | 361             |
| BW | ”Altes Brauhaus”                                     | Bad Münstereifel Alte Gasse / Langenhecke 20,22,24 Karte      | |                 |                  | 15              |
| BW | Bruchsteinmauer mit Sandsteinpforte                  | Bad Münstereifel Alte Gasse 4 Karte                           | |                 |                  | 130             |
| St. Josefshaus | St. Josefshaus                                       | Bad Münstereifel Alte Gasse 17 Karte                          | |                 |                  | 18              |
| BW | Bruchsteinmauer mit Sandsteintorbogen                | Bad Münstereifel Alte Gasse 14 Karte                          | |                 |                  | 131             |
| BW | Wohnhaus                                             | Bad Münstereifel Alte Gasse 19 Karte                          | |                 |                  | 356             |
| BW | Bruchsteinmauer                                      | Bad Münstereifel Alte Gasse 19 Karte                          | |                 |                  | 310             |
| BW | Wohngebäude                                          | Bad Münstereifel Alte Gasse 21 Karte                          | |                 |                  | 86              |
| Fachwerkhaus | Fachwerkhaus                                         | Bad Münstereifel Alte Gasse 28 Karte                          | |                 |                  | 144             |
| BW | Heiligenhäuschen                                     | Bad Münstereifel Bergstraße Karte                             | |                 |                  | 128             |
| BW | Bruchsteinmauer                                      | Bad Münstereifel Delle Karte                                  | |                 |                  | 300             |
| Fachwerkhaus | Fachwerkhaus                                         | Bad Münstereifel Delle 1 Karte                                | |                 |                  | 26              |
| BW | Fachwerkhaus                                         | Bad Münstereifel Delle 3 Karte                                | |                 |                  | 57              |
| BW | Wohngebäude                                          | Bad Münstereifel Delle 17 Karte                               | |                 |                  | 104             |
| BW | Fachwerkhaus                                         | Bad Münstereifel Delle 23 Karte                               | |                 |                  | 121             |
| Fachwerkhaus | Fachwerkhaus                                         | Bad Münstereifel Entenmarkt 8 Karte                           | |                 |                  | 127             |
| BW | Fachwerkhaus                                         | Bad Münstereifel Entenmarkt 10 Karte                          | |                 |                  | 126             |
| BW | Fachwerkhaus                                         | Bad Münstereifel Entenmarkt 12 Karte                          | |                 |                  | 122             |
| BW | Fachwerkhaus                                         | Bad Münstereifel Entenmarkt 14 Karte                          | |                 |                  | 119             |
| Fachwerkhaus | Fachwerkhaus                                         | Bad Münstereifel Entenmarkt 16 Karte                          | |                 |                  | 120             |
| Wohnhaus | Wohnhaus                                             | Bad Münstereifel Entenmarkt 18 Karte                          | |                 |                  | 34              |
| BW | Fachwerkhaus                                         | Bad Münstereifel Entenmarkt 20 Karte                          | |                 |                  | 190             |
| Fachwerkhaus | Fachwerkhaus                                         | Bad Münstereifel Entenmarkt 22 Karte                          | |                 |                  | 118             |
| Alte Mälzerei | Alte Mälzerei                                        | Bad Münstereifel Fibergasse Karte                             | |                 |                  | 6               |
| | Bildstöcke                                           | Bad Münstereifel Fußfallstation nach Eicherscheid             | |                 |                  | 359             |
| BW | Gut Giersberg                                        | Bad Münstereifel Giersberg 7 Karte                            | |                 |                  | 59              |
| BW | Fachwerkhofanlage                                    | Bad Münstereifel Gut Unterdickt Karte                         | |                 |                  | 308             |
| Beschlagstall | Beschlagstall                                        | Bad Münstereifel Heisterbacher Straße Karte                   | |                 |                  | 338             |
| BW | Fachwerkhaus                                         | Bad Münstereifel Heisterbacher Straße 1 Karte                 | |                 |                  | 79              |
| BW | Wohngebäude                                          | Bad Münstereifel Heisterbacher Straße 2 Karte                 | |                 |                  | 71              |
| BW | Wohngebäude                                          | Bad Münstereifel Heisterbacher Straße 3 Karte                 | |                 |                  | 80              |
| BW | Fachwerkhaus                                         | Bad Münstereifel Heisterbacher Straße 4 Karte                 | |                 |                  | 129             |
| BW | Fachwerkhaus                                         | Bad Münstereifel Heisterbacher Straße 6 Karte                 | |                 |                  | 134             |
| BW | Fachwerkhaus                                         | Bad Münstereifel Heisterbacher Straße 9 Karte                 | |                 |                  | 133             |
| BW | Fachwerkhaus                                         | Bad Münstereifel Heisterbacher Straße 14 Karte                | |                 |                  | 135             |
| BW | Wohngebäude                                          | Bad Münstereifel Heisterbacher Straße 16 Karte                | |                 |                  | 75              |
| BW | Fachwerkhaus                                         | Bad Münstereifel Heisterbacher Straße 22 Karte                | |                 |                  | 132             |
| BW | Wohngebäude                                          | Bad Münstereifel Heisterbacher Straße 24 Karte                | |                 |                  | 341             |
| BW | Fachwerkhaus                                         | Bad Münstereifel Heisterbacher Straße 28 Karte                | |                 |                  | 82              |
| BW | Fachwerkhaus                                         | Bad Münstereifel Heisterbacher Straße 30 Karte                | |                 |                  | 124             |
| BW | Fachwerkhaus                                         | Bad Münstereifel Heisterbacher Straße 36 Karte                | |                 |                  | 123             |
| BW | Fachwerkhaus                                         | Bad Münstereifel Heisterbacher Straße 38 Karte                | |                 |                  | 125             |
| BW | Bildstock                                            | Bad Münstereifel Johannisstraße Karte                         | |                 |                  | 339             |
| BW | Wohngebäude                                          | Bad Münstereifel Johannisstraße 1 Karte                       | |                 |                  | 90              |
| BW | Fachwerkhaus                                         | Bad Münstereifel Johannisstraße 5 Karte                       | |                 |                  | 188             |
| BW | Wohnhaus                                             | Bad Münstereifel Johannisstraße 12 Karte                      | |                 |                  | 322             |
| BW | Bruchsteinmauer                                      | Bad Münstereifel Alte Gasse 21 Karte                          | |                 |                  | 172             |
| [[Vorlage:Bilderwunsch/code!/C:50.5561866,6.7635284!/D:Bruchstein-Umfassungsmauer (ehemalige Klostermauer), Kapuzinergasse!/\|BW]]         | Bruchstein-Umfassungsmauer (ehemalige Klostermauer)  | Bad Münstereifel Kapuzinergasse Karte                         | |                 |                  | 173             |
| BW | Kettengasse                                          | Bad Münstereifel Kettengasse Karte                            | |                 |                  | 147             |
| BW | Wohngebäude                                          | Bad Münstereifel Kettengasse 3 Karte                          | |                 |                  | 266             |
| BW | Fachwerkhaus                                         | Bad Münstereifel Kettengasse 7 Karte                          | |                 |                  | 45              |
| BW | Fachwerkhaus                                         | Bad Münstereifel Kettengasse 9 Karte                          | |                 |                  | 141             |
| BW | Fachwerkhaus                                         | Bad Münstereifel Kettengasse 12 Karte                         | |                 |                  | 157             |
| Fachwerkhaus | Fachwerkhaus                                         | Bad Münstereifel Kettengasse 15 Karte                         | |                 |                  | 170             |
| Fachwerkhaus | Fachwerkhaus                                         | Bad Münstereifel Kettengasse 17 Karte                         | |                 |                  | 164             |
| Kreuz (Sandstein) | Kreuz (Sandstein)                                    | Bad Münstereifel Kirchplatz                                   | |                 |                  | 150             |
| | Kreuz (Missionskreuz)                                | Bad Münstereifel Kirchplatz                                   | |                 |                  | 166             |
| weitere Bilder | Stiftskirche St. Chrysanthus und Daria               | Bad Münstereifel Kirchplatz Karte                             | |                 |                  | 17              |
| | Fachwerkhaus                                         | Bad Münstereifel Kirchplatz 18-20                             | |                 |                  | 140             |
| BW | Ehemaliges Rathaus                                   | Bad Münstereifel Klosterplatz 4 Karte                         | |                 |                  | 106             |
| BW | Bruchsteingebäude                                    | Bad Münstereifel Klosterplatz 6 Karte                         | |                 |                  | 143             |
| Bruchsteinhaus | Bruchsteinhaus                                       | Bad Münstereifel Klosterplatz 8 Karte                         | |                 |                  | 309             |
| Wohngebäude | Wohngebäude                                          | Bad Münstereifel Klosterplatz 10 Karte                        | |                 |                  | 163             |
| BW | Fachwerkhaus                                         | Bad Münstereifel Klosterplatz 12 Karte                        | |                 |                  | 149             |
| BW | Ehemaliges Stiftshaus                                | Bad Münstereifel Klosterplatz 18 Karte                        | |                 |                  | 20              |
| weitere Bilder | Bahnhof                                              | Bad Münstereifel Kölner Straße 13 Karte                       | |                 |                  | 345             |
| BW | Bruchsteinhaus                                       | Bad Münstereifel Kölner Straße 70 Karte                       | |                 |                  | 42              |
| Fachwerkhaus | Fachwerkhaus                                         | Bad Münstereifel Kölner Straße 108 Karte                      | |                 |                  | 30              |
| BW | Ehemalige Mühle/Steinsmühle                          | Bad Münstereifel Kölner Straße 122 Karte                      | |                 |                  | 174             |
| BW | Wohngebäude                                          | Bad Münstereifel Langenhecke 1 Karte                          | |                 |                  | 84              |
| BW | Bruchsteingebäude (Pfarrhaus)                        | Bad Münstereifel Langenhecke 3 Karte                          | |                 |                  | 193             |
| weitere Bilder | Bruchsteingebäude (Heimatmuseum/Hürten-Museum)       | Bad Münstereifel Langenhecke 6 Karte                          | | 1167            |                  | 146             |
| BW | Wohn- und Geschäftshaus                              | Bad Münstereifel Langenhecke 7 Karte                          | |                 |                  | 320             |
| Fachwerkwinkelhofanlage | Fachwerkwinkelhofanlage                              | Bad Münstereifel Langenhecke 10 Karte                         | |                 |                  | 148             |
| BW | Fachwerkhaus                                         | Bad Münstereifel Langenhecke 11 Karte                         | |                 |                  | 187             |
| Fachwerkhaus | Fachwerkhaus                                         | Bad Münstereifel Langenhecke 12 bis 14 Karte                  | |                 |                  | 167             |
| BW | Bruchsteingebäude                                    | Bad Münstereifel Langenhecke 15 Karte                         | |                 |                  | 152             |
| BW | Fachwerkhaus                                         | Bad Münstereifel Langenhecke 16 Karte                         | |                 |                  | 153             |
| Wohngebäude | Wohngebäude                                          | Bad Münstereifel Langenhecke 17 Karte                         | Der zweigeschossige Winkelbau, im Erdgeschoss aus Bruchstein mit Werksteingewänden, im Obergeschoss aus verputztem Fachwerk mit Holzstockfenstern und mit Walmdach, wurde am Anfang des 19. Jh. erbaut. Das bereits bei Tranchot abgebildete Wohnhaus ist Teil einer Bebauung im Anschluss und unter Einbeziehung der Immunitätsmauer des ehemaligen Benediktinerstifts des 12. Jh. Gleichzeitig bildet dieses Gebäude einen Hofabschluss zu dem dahinterliegenden spätgotischen ehemaligen Kanonikerhaus. Die Rückseite des hofseitigen Winkelbaus ist im Kern die alte Immunitätsmauer. Zur Straße hin hat das Gebäude sechs Fensterachsen und anschließend einen zweigeschossigen Torbau mit rundbogiger Durchfahrt und zwei Fensterachsen darüber. |                 |                  | 40              |
| [[Vorlage:Bilderwunsch/code!/C:50.5562532,6.7629073!/D:Fachwerkhaus (gelöscht), Langenhecke 18!/\|BW]]                                     | Fachwerkhaus (gelöscht)                              | Bad Münstereifel Langenhecke 18 Karte                         | |                 |                  | 154             |
| BW | Fachwerkhaus                                         | Bad Münstereifel Langenhecke 30 Karte                         | |                 |                  | 155             |
| Bruchsteinwohnhaus | Bruchsteinwohnhaus                                   | Bad Münstereifel Langenhecke 33 Karte                         | |                 |                  | 156             |
| Evangelische Kirche | Evangelische Kirche                                  | Bad Münstereifel Langenhecke 33 Karte                         | |                 |                  | 347             |
| weitere Bilder | Jesuitenkirche                                       | Bad Münstereifel Markt Karte                                  | |                 |                  | 16              |
| Fachwerkhaus | Fachwerkhaus                                         | Bad Münstereifel Markt 5 Karte                                | |                 |                  | 105             |
| weitere Bilder | Fachwerkhaus                                         | Bad Münstereifel Markt 6 Karte                                | |                 |                  | 115             |
| weitere Bilder | Wohngebäude                                          | Bad Münstereifel Markt 8 Karte                                | |                 |                  | 158             |
| BW | Wohngebäude                                          | Bad Münstereifel Markt 10 Karte                               | |                 |                  | 171             |
| St. Michael-Gymnasium | St. Michael-Gymnasium                                | Bad Münstereifel Markt 11 Karte                               | |                 |                  | 5               |
| Fachwerkhaus | Fachwerkhaus                                         | Bad Münstereifel Marktstraße 1 Karte                          | |                 |                  | 44              |
| BW | Bruchsteingebäude                                    | Bad Münstereifel Marktstraße 5 Karte                          | |                 |                  | 162             |
| weitere Bilder | Bruchsteingebäude (Rathaus)                          | Bad Münstereifel Marktstraße 11 bis 13 Karte                  | |                 |                  | 136             |
| [[Vorlage:Bilderwunsch/code!/C:50.5541415,6.7631124!/D:Städtische Gemeinschaftsgrundschule (jetzt: Rathaus), Marktstraße 15 bis 19!/\|BW]] | Städtische Gemeinschaftsgrundschule (jetzt: Rathaus) | Bad Münstereifel Marktstraße 15 bis 19 Karte                  | |                 |                  | 52              |
| Fachwerkhaus (verputzt) | Fachwerkhaus (verputzt)                              | Bad Münstereifel Marktstraße 18 Karte                         | |                 |                  | 159             |
| BW | Städtisches Kneipp-Kurhaus                           | Bad Münstereifel Nöthener Straße Karte                        | |                 |                  | 36              |
| Heiligenhäuschen | Heiligenhäuschen                                     | Bad Münstereifel Orchheimer Straße Karte                      | |                 |                  | 151             |
| Fachwerkhaus | Fachwerkhaus                                         | Bad Münstereifel Orchheimer Straße 2 Karte                    | |                 |                  | 9               |
| Wohn- und Geschäftsgebäude | Wohn- und Geschäftsgebäude                           | Bad Münstereifel Orchheimer Straße 5 Karte                    | |                 |                  | 32              |
| Wohngebäude | Wohngebäude                                          | Bad Münstereifel Orchheimer Straße 6 Karte                    | |                 |                  | 73              |
| Wohngebäude | Wohngebäude                                          | Bad Münstereifel Orchheimer Straße 7 Karte                    | |                 |                  | 77              |
| weitere Bilder | Wohngebäude                                          | Bad Münstereifel Orchheimer Straße 8 / Ecke Unnaustraße Karte | |                 |                  | 81              |
| weitere Bilder | Fachwerkhaus                                         | Bad Münstereifel Orchheimer Straße 12 Karte                   | |                 |                  | 165             |
| weitere Bilder | Wohn- und Geschäftshaus                              | Bad Münstereifel Orchheimer Straße 13 Karte                   | |                 |                  | 35              |
| Fachwerkhaus | Fachwerkhaus                                         | Bad Münstereifel Orchheimer Straße 14 Karte                   | |                 |                  | 60              |
| BW | Wohngebäude                                          | Bad Münstereifel Orchheimer Straße 15 Karte                   | |                 |                  | 62              |
| BW | Wohn- und Geschäftsgebäude                           | Bad Münstereifel Orchheimer Straße 16 Karte                   | |                 |                  | 54              |
| weitere Bilder | Windeckhaus                                          | Bad Münstereifel Orchheimer Straße 23 Karte                   | |                 |                  | 1               |
| Fachwerkhaus | Fachwerkhaus                                         | Bad Münstereifel Orchheimer Straße 24 Karte                   | |                 |                  | 22              |
| BW | Fachwerkhaus                                         | Bad Münstereifel Orchheimer Straße 25 Karte                   | |                 |                  | 160             |
| BW | Fachwerkgiebelhaus                                   | Bad Münstereifel Orchheimer Straße 27 Karte                   | |                 |                  | 161             |
| BW | Wohngebäude                                          | Bad Münstereifel Orchheimer Straße 30 Karte                   | |                 |                  | 12              |
| BW | Wohn- und Geschäftsgebäude                           | Bad Münstereifel Orchheimer Straße 33 Karte                   | |                 |                  | 108             |
| BW | Fachwerkhaus (verputzt)                              | Bad Münstereifel Orchheimer Straße 34 Karte                   | |                 |                  | 53              |
| weitere Bilder | Fachwerkhaus                                         | Bad Münstereifel Orchheimer Straße 35 Karte                   | |                 |                  | 49              |
| BW | Wohn- und Geschäftsgebäude                           | Bad Münstereifel Orchheimer Straße 37 Karte                   | |                 |                  | 103             |
| BW | Wohngebäude                                          | Bad Münstereifel Orchheimer Straße 39 Karte                   | |                 |                  | 76              |
| BW | Wohngebäude                                          | Bad Münstereifel Orchheimer Straße 42 Karte                   | |                 |                  | 98              |
| BW | Wohngebäude                                          | Bad Münstereifel Orchheimer Straße 44 Karte                   | |                 |                  | 93              |
| BW | Fachwerkhaus                                         | Bad Münstereifel Orchheimer Straße 46 Karte                   | |                 |                  | 109             |
| Fachwerkhaus | Fachwerkhaus                                         | Bad Münstereifel Orchheimer Straße 48 Karte                   | |                 |                  | 169             |
| weitere Bilder | Fachwerkhaus                                         | Bad Münstereifel Orchheimer Straße 50 bis 52 Karte            | |                 |                  | 28              |
| BW | Jüdischer Friedhof                                   | Bad Münstereifel Roderter Kirchweg Karte                      | |                 |                  | 41              |
| BW | Heiligenhäuschen                                     | Bad Münstereifel Seb.Kneipp-Promenade Karte                   | |                 |                  | 314             |
| BW | Wohngebäude                                          | Bad Münstereifel Stumpfgasse 3 Karte                          | |                 |                  | 70              |
| BW | Fachwerkhaus                                         | Bad Münstereifel Stumpfgasse 33 Karte                         | |                 |                  | 259             |
| BW | Fachwerkhaus (verputzt)                              | Bad Münstereifel Stumpfgasse 35 Karte                         | |                 |                  | 184             |
| Fachwerkhaus | Fachwerkhaus                                         | Bad Münstereifel Stumpfgasse 37 Karte                         | |                 |                  | 189             |
| BW | Fachwerkhaus                                         | Bad Münstereifel Teichstraße 18 Karte                         | |                 |                  | 178             |
| Fachwerkhaus | Fachwerkhaus                                         | Bad Münstereifel Teichstraße 27 Karte                         | |                 |                  | 177             |
| BW | Fachwerkhaus                                         | Bad Münstereifel Teichstraße 31 Karte                         | |                 |                  | 116             |
| BW | Wohngebäude                                          | Bad Münstereifel Trierer Straße 7 Karte                       | |                 |                  | 175             |
| BW | Fachwerkhaus                                         | Bad Münstereifel Turmstraße 1 Karte                           | |                 |                  | 186             |
| BW | Fachwerkhaus                                         | Bad Münstereifel Turmstraße 16 Karte                          | |                 |                  | 137             |
| Scheune | Scheune                                              | Bad Münstereifel Unnaustraße 2/Orchheimer Straße 8 Karte      | |                 |                  | 337             |
| BW | Fachwerkhaus                                         | Bad Münstereifel Unnaustraße 7 Karte                          | |                 |                  | 185             |
| BW | Wohngebäude                                          | Bad Münstereifel Unnaustraße 8 Karte                          | |                 |                  | 168             |
| Wohngebäude | Wohngebäude                                          | Bad Münstereifel Unnaustraße 9 Karte                          | |                 |                  | 94              |
| BW | Fachwerkhaus                                         | Bad Münstereifel Unnaustraße 11 Karte                         | |                 |                  | 176             |
| BW | Fachwerkhaus                                         | Bad Münstereifel Unnaustraße 12 Karte                         | |                 |                  | 39              |
| Wohngebäude | Wohngebäude                                          | Bad Münstereifel Unnaustraße 13 Karte                         | |                 |                  | 4               |
| BW | Fachwerkhaus                                         | Bad Münstereifel Werkbrücke 1 Karte                           | |                 |                  | 182             |
| BW | Wohn- und Geschäftshaus                              | Bad Münstereifel Wertherstraße 1 Karte                        | |                 |                  | 138             |
| Fachwerkhaus | Fachwerkhaus                                         | Bad Münstereifel Wertherstraße 3 Karte                        | |                 |                  | 139             |
| BW | Fachwerkhaus                                         | Bad Münstereifel Wertherstraße/Braugasse 4 u. 8 Karte         | |                 |                  | 179             |
| Fachwerkhaus | Fachwerkhaus                                         | Bad Münstereifel Wertherstraße 6 Karte                        | |                 |                  | 117             |
| Bruchsteingebäude (Burgmannenhaus) | Bruchsteingebäude (Burgmannenhaus)                   | Bad Münstereifel Wertherstraße 7 Karte                        | |                 |                  | 142 Wikidata    |
| weitere Bilder | Wohngebäude                                          | Bad Münstereifel Wertherstraße 10 Karte                       | |                 |                  | 3               |
| Alte Gerberei | Alte Gerberei                                        | Bad Münstereifel Wertherstraße 12 Karte                       | |                 |                  | 8               |
| Wohn- u. Geschäftshaus (Apothekenmuseum)                                                                                                   | Wohn- u. Geschäftshaus (Apothekenmuseum)             | Bad Münstereifel Wertherstraße 13 Karte                       | |                 |                  | 33              |
| Fachwerkhaus | Fachwerkhaus                                         | Bad Münstereifel Wertherstraße 17 Karte                       | |                 |                  | 278             |
| BW | Bruchsteinmauer mit Torbogen                         | Bad Münstereifel Wertherstraße 23 Karte                       | |                 |                  | 180             |
| BW | Fachwerkhaus                                         | Bad Münstereifel Wertherstraße 24 Karte                       | |                 |                  | 336             |
| BW | Geschäftsgebäude                                     | Bad Münstereifel Wertherstraße 26/28 Karte                    | |                 |                  | 101             |
| Fachwerkhaus (verputzt) | Fachwerkhaus (verputzt)                              | Bad Münstereifel Wertherstraße 41 Karte                       | |                 |                  | 51              |
| BW | Backsteingebäude                                     | Bad Münstereifel Wertherstraße 43 Karte                       | |                 |                  | 191             |
| Backsteingebäude | Backsteingebäude                                     | Bad Münstereifel Wertherstraße 45 Karte                       | |                 |                  | 192             |
| BW | Kneipp-Kurhaus Hoever                                | Bad Münstereifel Wertherstraße 57-59 Karte                    | |                 |                  | 102             |
| weitere Bilder | Bruchsteingebäude „Steinfelderhof“                   | Bad Münstereifel Wertherstraße 81 Karte                       | |                 |                  | 181             |
| Wohn- und Geschäftshaus | Wohn- und Geschäftshaus                              | Bad Münstereifel Wertherstraße 83 Karte                       | |                 |                  | 50              |
| Fachwerkhofanlage | Fachwerkhofanlage                                    | Effelsberg Hardtgesgasse 2                                    | |                 |                  | 312             |
| weitere Bilder | Pfarrkirche St. Stephan                              | Effelsberg Stephanusstraße 4 Karte                            | |                 |                  | 198             |
| Fachwerkhaus | Fachwerkhaus                                         | Eichen Am Weyersberg 3 Karte                                  | |                 |                  | 197             |
| weitere Bilder | Wegekapelle                                          | Eichen Kapellenweg Karte                                      | |                 |                  | 365             |
| weitere Bilder | Hagelkreuz                                           | Eicherscheid Auf dem Buchmuehler Karte                        | |                 |                  | 316             |
| weitere Bilder | Katholische Kirche St. Brigida                       | Eicherscheid Bitburger Straße 2 Karte                         | |                 |                  | 264             |
| weitere Bilder | Wohngebäude                                          | Eicherscheid Bitburger Straße 3 Karte                         | |                 |                  | 96              |
| weitere Bilder | Wohnhaus                                             | Eicherscheid Bitburger Straße 18 Karte                        | |                 |                  | 87              |
| weitere Bilder | Fachwerkhofanlage                                    | Eicherscheid Brigidastraße 8 Karte                            | |                 |                  | 352             |
| Fachwerkhaus | Fachwerkhaus                                         | Eicherscheid Brigidastraße 10 Karte                           | |                 |                  | 355             |
| Fachwerkhaus | Fachwerkhaus                                         | Eicherscheid Brühler Straße 7 Karte                           | |                 |                  | 328             |
| Fachwerkhaus | Fachwerkhaus                                         | Eicherscheid Brühler Straße 9 Karte                           | |                 |                  | 327             |
| Fachwerkhaus | Fachwerkhaus                                         | Eicherscheid Brühler Straße 21 Karte                          | |                 |                  | 260             |
| weitere Bilder | Wegekreuz                                            | Eicherscheid Triftweg Karte                                   | |                 |                  | 55              |
| BW | Fachwerkhaus                                         | Eicherscheid Triftweg 1 Karte                                 | |                 |                  | 329             |
| [[Vorlage:Bilderwunsch/code!/C:50.4773833,6.8569769!/D:Wohn- und Stallgebäude (gelöscht), Rehnstraße 32!/\|BW]]                            | Wohn- und Stallgebäude (gelöscht)                    | Ellesheim Rehnstraße 32 Karte                                 | |                 |                  | 233             |
| Wohn- und Stallgebäude | Wohn- und Stallgebäude                               | Ellesheim Rehnstraße 34 Karte                                 | |                 |                  | 61              |
| weitere Bilder | Radioteleskop                                        | Eschweiler Auf dem Stockert Karte                             | |                 |                  | 306             |
| weitere Bilder | Katholische Pfarrkirche und Friedhofsmauer           | Eschweiler Holzheimer Straße Karte                            | Die Pfarrkirche wurde in den Jahren 1901 und 1902 auf einem Vorgängerbau errichtet. Die Fenster stammen von den Glasmalern Hermann Gottfried sowie Heinrich Oidtmann II. | 1901 bis 1902   |                  | 301             |
| weitere Bilder | Fachwerkhaus                                         | Eschweiler Holzheimer Straße 6 Karte                          | |                 |                  | 257             |
| BW | Brücke                                               | Eschweiler Neuenbenden Karte                                  | |                 |                  | 340             |
| Bruchsteinhaus | Bruchsteinhaus                                       | Eschweiler Turmgasse 6 Karte                                  | |                 |                  | 297             |
| Fachwerkhaus | Fachwerkhaus                                         | Gilsdorf Pescher Straße 12 Karte                              | |                 |                  | 269             |
| Fachwerkhaus | Fachwerkhaus                                         | Gilsdorf Pescher Straße 18 Karte                              | |                 |                  | 250             |
| BW | Fachwerkhaus                                         | Gilsdorf Pescher Straße 22 Karte                              | |                 |                  | 249             |
| Fachwerkhaus | Fachwerkhaus                                         | Gilsdorf Pescher Straße 24 Karte                              | |                 |                  | 248             |
| [[Vorlage:Bilderwunsch/code!/C:50.5363954,6.7491583!/D:Wohn-Stallhaus (gelöscht), Alte Schulgasse 1!/\|BW]]                                | Wohn-Stallhaus (gelöscht)                            | Hohn Alte Schulgasse 1 Karte                                  | |                 |                  | 92              |
| weitere Bilder | Katholische Kapelle St. Brigida                      | Holzem Auf Bungof 5 Karte                                     | |                 |                  | 291             |
| weitere Bilder | Fachwerkhofanlage                                    | Honerath Brahmsstraße 37 Karte                                | |                 |                  | 10              |
| Fachwerkhofanlage | Fachwerkhofanlage                                    | Honerath Verdistraße 5 Karte                                  | |                 |                  | 14              |
| Fachwerkwinkelhofanlage | Fachwerkwinkelhofanlage                              | Houverath Am Graben 2 Karte                                   | |                 |                  | 276             |
| Pfarrhaus | Pfarrhaus                                            | Houverath Eifeldomstraße 32 Karte                             | |                 |                  | 47              |
| weitere Bilder | Katholische Pfarrkirche St. Thomas                   | Houverath Eifeldomstraße 39a Karte                            | |                 |                  | 305             |
| weitere Bilder | Alt St. Thomas                                       | Houverath Zur Alten Kirche Karte                              | | 15. Jahrhundert |                  | 304             |
| BW | Fachwerkhaus                                         | Houverath Zur alten Kirche 15 Karte                           | |                 |                  | 207             |
| weitere Bilder | Hofanlage                                            | Hummerzheim Bühlenstraße 35 Karte                             | |                 |                  | 335             |
| Fachwerkhaus | Fachwerkhaus                                         | Hummerzheim Kurzweg 6 Karte                                   | |                 |                  | 277             |
| Fachwerkhofanlage | Fachwerkhofanlage                                    | Iversheim Am Bloch 27 Karte                                   | |                 |                  | 196             |
| Katholische Pfarrkirche St. Laurentius | Katholische Pfarrkirche St. Laurentius               | Iversheim An der Ley Karte                                    | |                 |                  | 113             |
| Friedhofsmauer | Friedhofsmauer                                       | Iversheim An der Ley Karte                                    | |                 |                  | 114             |
| Kreuz des Kriegerdenkmals | Kreuz des Kriegerdenkmals                            | Iversheim An der Ley / Buschhöhlenweg Karte                   | |                 |                  | 56              |
| BW | Preußischer Meilenstein                              | Iversheim An der Ley / Euskirchener Str. Karte                | Nicht mehr vorhanden |                 |                  | 362             |
| weitere Bilder | Ehemalige Schule                                     | Iversheim An der Ley 34/36 Karte                              | |                 |                  | 252             |
| weitere Bilder | Fachwerkhofanlage                                    | Iversheim An der Ley 42 Karte                                 | |                 |                  | 206             |
| weitere Bilder | Bruchsteinhaus                                       | Iversheim Auf dem Waasem 2 Karte                              | |                 |                  | 27              |
| Bildstock des Heiligen Laurentius | Bildstock des Heiligen Laurentius                    | Iversheim Euskirchener Straße Karte                           | |                 |                  | 64              |
| weitere Bilder | Heiligenhäuschen                                     | Iversheim Euskirchener Straße Karte                           | |                 |                  | 95              |
| weitere Bilder | Fachwerkhofanlage                                    | Iversheim Euskirchener Straße 20 Karte                        | |                 |                  | 330             |
| weitere Bilder | Fachwerkhaus                                         | Iversheim Euskirchener Straße 28 Karte                        | |                 |                  | 205             |
| BW | Fachwerkhofanlage                                    | Iversheim Euskirchener Straße 32 Karte                        | |                 |                  | 275             |
| BW | Fachwerkhofanlage                                    | Iversheim Euskirchener Straße 34 Karte                        | |                 |                  | 195             |
| Fachwerkhofanlage (sogenannter Prümer Hof)                                                                                                 | Fachwerkhofanlage (sogenannter Prümer Hof)           | Iversheim Euskirchener Straße 42 Karte                        | |                 |                  | 204             |
| weitere Bilder | Fachwerkhaus                                         | Iversheim Euskirchener Straße 55 Karte                        | |                 |                  | 111             |
| weitere Bilder | Fachwerkhaus                                         | Iversheim Euskirchener Straße 61 Karte                        | |                 |                  | 112             |
| weitere Bilder | Fachwerkhaus                                         | Iversheim Euskirchener Straße 63 Karte                        | |                 |                  | 273             |
| weitere Bilder | Fachwerkhofanlage                                    | Iversheim Euskirchener Straße 65 Karte                        | |                 |                  | 302             |
| weitere Bilder | Fachwerkhaus                                         | Iversheim Euskirchener Straße 71 Karte                        | |                 |                  | 296             |
| weitere Bilder | Wohnhaus                                             | Iversheim Euskirchener Straße 77 Karte                        | |                 |                  | 272             |
| weitere Bilder | Fachwerkhaus                                         | Iversheim Euskirchener Straße 79 Karte                        | |                 |                  | 68              |
| weitere Bilder | Wohngebäude                                          | Iversheim Euskirchener Straße 81 Karte                        | |                 |                  | 83              |
| weitere Bilder | Fachwerkhofanlage                                    | Iversheim Euskirchener Straße 83 Karte                        | |                 |                  | 7               |
| BW | Bruchsteingebäude mit Stall                          | Iversheim Euskirchener Straße 121 Karte                       | |                 |                  | 199             |
| weitere Bilder | Fachwerkhaus                                         | Iversheim In der Hütte 2 Karte                                | |                 |                  | 353             |
| weitere Bilder | Bruchsteinwohnhaus                                   | Iversheim Mühlengasse 5 Karte                                 | |                 |                  | 194             |
| weitere Bilder | Fachwerkhofanlage                                    | Iversheim Mühlengasse 8 Karte                                 | |                 |                  | 267             |
| BW | Wohngebäude                                          | Iversheim Obergasse 4 Karte                                   | |                 |                  | 89              |
| weitere Bilder | Wohngebäude                                          | Iversheim Obergasse 5 Karte                                   | |                 |                  | 97              |
| weitere Bilder | Fachwerkhofanlage                                    | Iversheim Unterste Gasse 14 Karte                             | |                 |                  | 63              |
| Fachwerkhaus | Fachwerkhaus                                         | Iversheim Unterste Gasse 24 Karte                             | |                 |                  | 69              |
| weitere Bilder | Katholische Kapelle St. Ludgers                      | Kalkar Romulusstraße Karte                                    | |                 |                  | 281             |
| weitere Bilder | Fachwerkhaus (Wohn-Stallhaus)                        | Kirspenich Ännchensgasse 2 Karte                              | |                 |                  | 222             |
| weitere Bilder | Fachwerkhaus                                         | Kirspenich Ännchensgasse 13 Karte                             | |                 |                  | 223             |
| Pfarrhaus | Pfarrhaus                                            | Kirspenich Bachstraße 1 Karte                                 | |                 |                  | 279             |
| weitere Bilder | Katholische Kirche                                   | Kirspenich Bachstraße 1 Karte                                 | |                 |                  | 280             |
| weitere Bilder | Friedhofskreuz (neuer Friedhof)                      | Kirspenich (hinter der Kirche) Karte                          | |                 |                  | 323             |
| weitere Bilder | Fachwerkhofanlage                                    | Kirspenich Bachstraße 10 Karte                                | |                 |                  | 221             |
| weitere Bilder | Fachwerkhaus                                         | Kirspenich Bonner Straße 1 Karte                              | |                 |                  | 307             |
| Fachwerkhaus | Fachwerkhaus                                         | Kirspenich Brückenstraße 7 Karte                              | |                 |                  | 231             |
| weitere Bilder | Burg Kirspenich                                      | Kirspenich Im Baist Karte                                     | |                 |                  | 2               |
| weitere Bilder | Wegekreuz                                            | Kirspenich Unter den Linden Karte                             | |                 |                  | 145             |
| weitere Bilder | Heiligenhäuschen                                     | Kirspenich Wahlengasse Karte                                  | |                 |                  | 3               |
| weitere Bilder | Kreuz (Friedhof)                                     | Kolvenbach An der K 36 Karte                                  | |                 |                  | 324             |
| weitere Bilder | Filialkapelle ”Heiliger Antonius Eremita”            | Kolvenbach Karlstraße 3 Karte                                 | |                 |                  | 319             |
| weitere Bilder | Muttergotteskapelle                                  | Langscheid Marienstraße Karte                                 | | 1880            |                  | 350             |
| weitere Bilder | Fachwerkhofanlage                                    | Langscheid Engertsweg 18 Karte                                | |                 |                  | 364             |
| Fachwerkhofanlage | Fachwerkhofanlage                                    | Lanzerath Hochtürmer Straße 21 Karte                          | |                 |                  | 349             |
| weitere Bilder | Michelsbergkapelle                                   | Mahlberg Auf dem Michelsberg Karte                            | |                 |                  | 348             |
| weitere Bilder | Fachwerkhofanlage                                    | Mahlberg Breitestraße 3 Karte                                 | |                 |                  | 208             |
| weitere Bilder | Fachwerkhofanlage                                    | Mahlberg Breitestraße 5 Karte                                 | |                 |                  | 43              |
| weitere Bilder | Fachwerkhaus                                         | Mahlberg Breitestraße 6 Karte                                 | |                 |                  | 292             |
| BW | Fachwerkscheune                                      | Mahlberg Breitestraße 24 Karte                                | |                 |                  | 224             |
| weitere Bilder | Fachwerkhaus                                         | Mahlberg Michelsbergstraße 1 Karte                            | |                 |                  | 203             |
| weitere Bilder | Fachwerkhofanlage                                    | Mahlberg Michelsbergstraße 3 Karte                            | |                 |                  | 202             |
| weitere Bilder | Fachwerkhaus                                         | Mahlberg Michelsbergstraße 3a Karte                           | |                 |                  | 298             |
| weitere Bilder | Fachwerkhaus                                         | Mahlberg Winkelsgasse 1 Karte                                 | |                 |                  | 220             |
| | Kreuzwegstation zum Michelsberg                      | Mahlberg Auf dem Michelsberg                                  | |                 |                  | 363             |
| weitere Bilder | Wohn-Stallhaus                                       | Maulbach Ringstraße 20 Karte                                  | |                 |                  | 225             |
| weitere Bilder | Fachwerkhofanlage                                    | Maulbach Ringstraße 24 Karte                                  | |                 |                  | 99              |
| Fachwerkhaus | Fachwerkhaus                                         | Maulbach Ringstraße 26 Karte                                  | |                 |                  | 234             |
| weitere Bilder | Fachwerkhaus (Wohn-Stallhaus)                        | Maulbach Tannenweg 1 Karte                                    | |                 |                  | 226             |
| Pfarrhaus | Pfarrhaus                                            | Mutscheid Arandstraße 14 Karte                                | | 1734            |                  | 351             |
| Katholische Kirche St. Helena | Katholische Kirche St. Helena                        | Mutscheid Arandstraße 16 Karte                                | |                 |                  | 299             |
| Ehemalige Schule | Ehemalige Schule                                     | Mutscheid Dahlienweg 5 Karte                                  | |                 |                  | 265             |
| Wohngebäude | Wohngebäude                                          | Mutscheid Glückstal 3 Karte                                   | |                 |                  | 110             |
| Hagelkreuz | Hagelkreuz                                           | Nitterscheid Am Dornheckchen Karte                            | |                 |                  | 346             |
| | Heiligenhäuschen                                     | Nöthen An der Landstraße 205                                  | |                 |                  | 325             |
| BW | Fachwerkhofanlage                                    | Nöthen Auf dem Platz 1 Karte                                  | |                 |                  | 21              |
| Fachwerkhofanlage | Fachwerkhofanlage                                    | Nöthen Auf dem Platz 2 Karte                                  | |                 |                  | 48              |
| weitere Bilder | Fachwerkhaus                                         | Nöthen Auf dem Platz 8 Karte                                  | |                 |                  | 213             |
| weitere Bilder | Bruchsteinhaus (Pfarrhaus)                           | Nöthen Auf dem Platz 9 Karte                                  | |                 |                  | 214             |
| weitere Bilder | Marienkapelle                                        | Nöthen Brunnenstr. / Ecke Hohner Weg Karte                    | |                 |                  | 211             |
| weitere Bilder | Fachwerkhaus                                         | Nöthen Brunnenstraße 26 Karte                                 | |                 |                  | 210             |
| weitere Bilder | Fachwerkhaus                                         | Nöthen Brunnenstraße 28 Karte                                 | |                 |                  | 209             |
| weitere Bilder | Fachwerkhaus                                         | Nöthen Brunnenstraße 33 Karte                                 | |                 |                  | 274             |
| Fachwerkhofanlage | Fachwerkhofanlage                                    | Nöthen Brunnenstraße 35 Karte                                 | |                 |                  | 271             |
| weitere Bilder | Fachwerkhaus                                         | Nöthen Brunnenstraße 36 Karte                                 | |                 |                  | 219             |
| weitere Bilder | Fachwerkgehöft                                       | Nöthen Brunnenstraße 37 Karte                                 | |                 |                  | 232             |
| BW | Fachwerkwohnstall                                    | Nöthen Brunnenstraße 39 Karte                                 | |                 |                  | 358             |
| weitere Bilder | Fachwerkhaus (Wohn-Stallhaus)                        | Nöthen Brunnenstraße 41 Karte                                 | |                 |                  | 218             |
| weitere Bilder | Wohn- und Stallgebäude                               | Nöthen Brunnenstraße 44 Karte                                 | |                 |                  | 88              |
| weitere Bilder | Fachwerkhaus                                         | Nöthen Brunnenstraße 46 Karte                                 | |                 |                  | 217             |
| weitere Bilder | Fachwerkhaus                                         | Nöthen Brunnenstraße 47 Karte                                 | |                 |                  | 38              |
| weitere Bilder | Fachwerkhaus                                         | Nöthen Brunnenstraße 48 Karte                                 | |                 |                  | 311             |
| weitere Bilder | Fachwerkhaus                                         | Nöthen Brunnenstraße 50 Karte                                 | |                 |                  | 46              |
| weitere Bilder | Fachwerkhaus                                         | Nöthen Brunnenstraße 56 Karte                                 | |                 |                  | 290             |
| weitere Bilder | Fachwerkhofanlage                                    | Nöthen Brunnenstraße 57 Karte                                 | |                 |                  | 216             |
| weitere Bilder | Fachwerkhaus                                         | Nöthen Brunnenstraße 58 Karte                                 | |                 |                  | 215             |
| weitere Bilder | Fachwerkhofanlage                                    | Nöthen Brunnenstraße 60 Karte                                 | |                 |                  | 100             |
| weitere Bilder | Fachwerkhaus                                         | Nöthen Brunnenstraße 62 Karte                                 | |                 |                  | 289             |
| weitere Bilder | Fachwerkhofanlage                                    | Nöthen Frommert 2 Karte                                       | |                 |                  | 212             |
| weitere Bilder | Hubertuskapelle                                      | Nöthen Gilsdorfer Weg Karte                                   | |                 |                  | 286             |
| weitere Bilder | Bruchsteinhaus                                       | Nöthen Rönnstraße 37 Karte                                    | |                 |                  | 66              |
| Wohngebäude | Wohngebäude                                          | Nöthen Rönnstraße 43 Karte                                    | |                 |                  | 333             |
| weitere Bilder | Fachwerkwinkelhof                                    | Nöthen Rönnstraße 48 Karte                                    | |                 |                  | 72              |
| weitere Bilder | Katholische Kapelle St. Josef                        | Nöthen Wollweg / In der Höll Karte                            | |                 |                  | 246             |
| Gut Hospelt | Gut Hospelt                                          | Odesheim Gut Hospelt 1 Karte                                  | |                 |                  | 13              |
| weitere Bilder | Katholische Kapelle St. Lüfthildis                   | Odesheim Lüfthildisstraße Karte                               | |                 |                  | 284             |
| weitere Bilder | Memoirenkreuz                                        | Ohlerath Birkensiefen Karte                                   | |                 |                  | 313             |
| Katholische Kapelle St. Quirinus | Katholische Kapelle St. Quirinus                     | Ohlerath Suhrstraße Karte                                     | |                 |                  | 282             |
| weitere Bilder | Wohn- und Stallgebäude                               | Ohlerath Suhrstraße 4 Karte                                   | |                 |                  | 78              |
| weitere Bilder | Fachwerkwinkelhof                                    | Ohlerath Suhrstraße 18 Karte                                  | |                 |                  | 19              |
| weitere Bilder | Hofanlage mit Innenhof                               | Ohlerath Suhrstraße 29 Karte                                  | |                 |                  | 67              |
| weitere Bilder | Katholische Kapelle St. Apollonia                    | Reckerscheid Apolloniaweg Karte                               | |                 |                  | 283             |
| weitere Bilder | Pfarrkirche                                          | Rupperath Rupperather Ring 9 Karte                            | |                 |                  | 294             |
| weitere Bilder | Pfarrhaus                                            | Rupperath Rupperather Ring 9 Karte                            | |                 |                  | 295             |
| weitere Bilder | Fachwerkhaus                                         | Rupperath Wiesenstraße 9 Karte                                | |                 |                  | 255             |
| weitere Bilder | Fachwerkhaus                                         | Sasserath Lenzstraße 34 Karte                                 | |                 |                  | 256             |
| | Fachwerkhofanlage (gelöscht)                         | Scheuerheck Frauenhoferweg 7 7                                | |                 |                  | 65              |
| weitere Bilder | Kapelle St. Donatus                                  | Scheuerheck Scheuerhecker Straße 49 Karte                     | |                 |                  | 293             |
| weitere Bilder | Katholische Kapelle St. Wendelinus und St. Agatha    | Scheuren Wendelinusstraße 29 Karte                            | |                 |                  | 285             |
| weitere Bilder | Wegekreuz                                            | Scheuren/Wald An der L 113 Karte                              | |                 |                  | 360             |
| weitere Bilder | Wegekreuz                                            | Schönau Dorfstraße 5 Karte                                    | |                 |                  | 318             |
| BW | Scheune (Fachwerk)                                   | Schönau Dorfstraße Karte                                      | |                 |                  | 332             |
| weitere Bilder | Fachwerkgehöft                                       | Schönau Dorfstraße 17 Karte                                   | |                 |                  | 107             |
| weitere Bilder | Fachwerkhofanlage (teilweise gelöscht)               | Schönau Dorfstraße 32 Karte                                   | |                 |                  | 243             |
| Fachwerkwinkelhof | Fachwerkwinkelhof                                    | Schönau Dorfstraße 40 Karte                                   | |                 |                  | 331             |
| weitere Bilder | Fachwerkhaus                                         | Schönau Dorfstraße 48 Karte                                   | |                 |                  | 354             |
| Fachwerkwinkelhofanlage | Fachwerkwinkelhofanlage                              | Schönau Dorfstraße 52 Karte                                   | |                 |                  | 244             |
| weitere Bilder | Fachwerkwinkelhofanlage                              | Schönau Dorfstraße 53 Karte                                   | |                 |                  | 245             |
| weitere Bilder | Fachwerkhofanlage                                    | Schönau Dorfstraße 56 Karte                                   | |                 |                  | 258             |
| weitere Bilder | Wohnhaus                                             | Schönau Dorfstraße 59 Karte                                   | |                 |                  | 247             |
| weitere Bilder | Fachwerkhofanlage                                    | Schönau Dorfstraße 61 Karte                                   | |                 |                  | 11              |
| weitere Bilder | Fachwerkhofanlage                                    | Schönau Dorfstraße 63 Karte                                   | |                 |                  | 91              |
| weitere Bilder | Fachwerkwinkelhofanlage                              | Schönau Dorfstraße 64 Karte                                   | |                 |                  | 253             |
| weitere Bilder | Wohngebäude mit Scheune                              | Schönau Dorfstraße 66 Karte                                   | |                 |                  | 85              |
| weitere Bilder | Fachwerkhaus                                         | Schönau Dreisbachstraße 2 Karte                               | |                 |                  | 334             |
| weitere Bilder | Fachwerkhofanlage                                    | Schönau Dreisbachstraße 12 Karte                              | |                 |                  | 254             |
| weitere Bilder | Fachwerkhaus (Pfarrhaus)                             | Schönau Dreisbachstraße 18 Karte                              | |                 |                  | 263             |
| Katholische Kirche | Katholische Kirche                                   | Schönau Goarstraße Karte                                      | |                 |                  | 262             |
| weitere Bilder | Wegekreuz                                            | Schönau Goarstraße Karte                                      | |                 |                  | 326             |
| BW | Kreuz (Friedhof)                                     | Schönau Goarstraße Karte                                      | |                 |                  | 251             |
| Fachwerkhofanlage | Fachwerkhofanlage                                    | Schönau Goarstraße 3 Karte                                    | |                 |                  | 261             |
| Fachwerkhaus | Fachwerkhaus                                         | Schönau Goarstraße 12 Karte                                   | |                 |                  | 29              |
| weitere Bilder | Wohngebäude                                          | Schönau Goarstraße 14 Karte                                   | |                 |                  | 23              |
| weitere Bilder | Katholische Kapelle St. Antonius von Padua           | Wald Antoniusstraße 21 Karte                                  | |                 |                  | 37              |
| BW | Fachwerkhaus                                         | Willerscheid Fliederstraße 12 Karte                           | |                 |                  | 357             |
| Wohngebäude | Wohngebäude                                          | Willerscheid Fliederstraße 23 Karte                           | |                 |                  | 74              |